# تانيا الخوري
تانيا الخوري (بالإنجليزية: Tania El Khoury)‏ (مواليد 1982) فنانة لبنانية حية، في عام 2017 فازت بجائزة الفن المعاصر الدولية المرموقة للفن الحي وهي الجائزة الدولية الوحيدة للفن الحي ووحصلت على جائزة مالية قيمتها 30.000 يورو، تمت ترجمة عملها إلى لغات متعددة وعرضه في 32 دولة عبر ست قارات، وهي أيضا أستاذ زائر ومنسق مهرجان في كلية بارد.
تضمن عملها خلق عروض غامرة في العديد من الأماكن المختلفة بدءاً من القاعة الكبرى في المتحف البريطاني وكنيسة قديمة في بيروت كانت تستخدم كقاعدة عسكرية خلال الحرب الأهلية.
يُعتبر معرضها المشهور «حدائق الكلام» الانتفاضة السورية ضد نظام الأسد، حيث قام بعرض التاريخ الشفوي الذي أعيد بناؤه لعشرة رجال ونساء توفوا بين عامي 2011 و2013 ولم يتم دفنهم في المقابر العامة ولكن في الحدائق الخلفية في المنازل العادية، أدى ذلك إلى كتاب مصاحب نشرته تدوين في عام 2016.
تانيا الخوري هي المؤسسة المشاركة لمجموعة الدكتافون (Dictaphone Group) مع المهندسة المعمارية والمخططة الحضرية عبير ساكسوك، وفي عام 2018 تم إجراء دراسة استقصائية عن عملها بعنوان «همس الأذن لتانيا الخوري» في مدينة فيلادلفيا بالولايات المتحدة الأمريكية نظمتها كلية برين ماور وبدعم من مركز بيو للفنون والتراث.
حصلت على درجة الدكتوراه في كلية رويال هولواي جامعة لندن مع التركيز على الفن الحي التفاعلي بعد الانتفاضات العربية تحت إشراف البروفيسور هارييت هوكينز وبدعم من منحة من مجلس أبحاث الآداب والعلوم الإنسانية، وقبل ذلك حصلت على درجة الماجستير (بامتياز) في صناعة الأداء في كلية جولدسميث جامعة لندن وشهادة البكالوريوس في الفنون الجميلة من الجامعة اللبنانية ببيروت، كما حاز عملها على جائزة توتال للمسرح للابتكار وجائزة آركس للطوب وذلك في عام 2011.
تم اختيار تانيا الخوري مؤخرًا كزميل للفنون في سوروس عام 2019، حيث مُنح 11 من الفنانين والمخرجين والقيمين والباحثين المختارين الذين عملوا في مجال الهجرة 80,000 دولار أمريكي لكل منهم «لتحقيق مشروع طموح خلال الـ 18 شهرًا القادمة».

## منشورات مختارة
- الخوري، (2016) حدائق الكلام، تدوين، واشنطن العاصمة، (ردمك 1939067200)
- الخوري، (2016) السباحة في مياه الصرف الصحي، أبحاث الأداء، 21: 2 138-140
- الخوري وبيرسون، (2015) فنانين حيّين في المسرح، أبحاث الأداء، 20: 4، 122-126
- الخوري، (2013) سيناريو الثورة المتنازع عليها، أبحاث الأداء، 18: 3، 202-205
- الخوري، (2012) التحيز الجنسي والعنصريين إلى المسرح، لأداء الأخلاقيات 3 (2)، 209-212

## أعمال مختارة
- البحث عن السلطة (2018)- بالتعاون مع المؤرخ زياد أو ريش الذي يستكشف تاريخ انقطاع التيار الكهربائي في لبنان في عرض تفاعلي ومحاضرات شاهد فيها الجمهور المحفوظات التي تم جمعها من خمس دول مختلفة، ففي عام 2017 حازت تانيا الخوري على جائزة ANTI الدولية[14] للفائز بجائزة الفنون الحية، وحصلت على منحة إنتاج للعودة إلى المهرجان في العام التالي حيث قدمت هذه القطعة.[15]
- وبقدر ما أصاب أطرافي خُذني (2016)- أداء فردي كلً على حدة يؤديه بازل زارا، لقاء من خلال حائط معرض بين عضو جمهور واحد ولاجئ، تمت ترجمة القطعة إلى لغات متعددة وقامت بجولة على مستوى العالم.[16]
- حدائق الكلام (2014)- استلهمت تانيا الخوري من الصورة التي شاهدتها على وسائل التواصل الاجتماعي لامرأة تدفن ابنها المتوفى في حديقتها بعد أن قُتل في بداية الانتفاضة السورية من قبل نظام الأسد، وفي الأداء الغامر يُسمح فقط ل 10 مشاركين في كل مرة حيث يتعين عليهم اختيار بطاقة تحمل اسمًا وتطابقها مع شاهد القبر الخشبي، وبمجرد العثور على القبر الصحيح يحفرون، كما يجب على أعضاء الجمهور التنقيب ليس للعثور على عظام بل صوتًا يحكي قصص أولئك الذين فقدوا أرواحهم خلال النظام وهم أقل حذاءًا ويحميهم المعطف البلاستيكي، لقد تم الإنتاج بجولة على مستوى العالم.[17]
- البحر لي (2012)- النظر إلى منتجعات بيروت الشاطئية والحصار الذي أحدثته عند الوصول إلى الشواطئ العامة في المنطقة، حيث نمت القضية بسرعة منذ الحرب الأهلية اللبنانية (1975- 1990)، وفي العرض تحاول تانيا الخوري السباحة في أحد المنتجعات العديدة مجانًا، وقبل ظهورها على المسرح تقوم بمشاركة بعض الكتيبات مع الصيادين وحول المدينة حيث توجد خريطة للمدينة تشير إلى تاريخ الساحل المليء بالمنتجعات.[18]
- ربما لو كنت مصممًا رقصات لي لشعرت بالتحسن (2011)- بينما تقف تانيا الخوري في الشارع مع سماعات الرأس يقف الجمهور ويشاهدون من خلال نافذة، بينما يملي عضو من الجمهور أفعالها ويختار اسمًا وملابسًا لها، «النتائج كانت نادراً ما تكون جميلة لأن الرجال كثيراً ما أساءوا استغلال قوتهم»،[19] استكشاف العلاقة مع أداء الإناث ونظرة الذكور، وقد ظهرت لأول مرة في عام 2011 في هامش الغابات (فورست فرينج).[20]
- أخبرني ماذا يمكنني أن أفعل (2018)[21]
- همسة الأذن: أعمال تانيا الخوري (2018)[22]
- Sejjaħ lil Malta (دعوة إلأى مالطا) (2018)[23]
- عدم الزواج بنا (2017)
- قصص اللجوء (2013)[24]
- جريدة (2010)[25]
- غامض (2009)[26]
- مجموعة الدكتافون.[27]
- السطو على بنك؟
- أفعال ضد مستقبل مروع[28]
- سعر صرف الثقافة
- ضرر محتمل (2011)[29]
- الأخبار المرئية (2005)
- اتركه ليبقى (2010)
- لا دانايد (2005 - 2007)
- لا مكان يُسمَّى منزل (2007 - 2008)